# Oreotrochilus melanogaster
Oreotrochilus melanogaster е вид птица от семейство Колиброви (Trochilidae).

## Разпространение
Видът е разпространен в Перу.